# 上海工商学联合会遗址
31°13′01″N 121°29′00″E / 31.21681°N 121.48340°E
上海工商学联合会遗址，位于中华人民共和国上海市黄浦区老西门街道黄家阙路99号（原庆安里2号），是上海市文物保护单位。

## 概述
1925年6月4日，在五卅运动期间，上海工商学联合会成立，该组织是中国共产党领导和推动下建立的上海反帝统一战线组织。它由上海总工会、上海学联、中华全国学生联合会、上海各马路商界总联合会等发起组成，统一领导上海的罢课、罢市、罢工的抗议运动，并出版《工商学联合会日报》。联合会成立后，提出关于处理五卅惨案的17条交涉条件，并组织在南市公共体育场召开市民大会。7月23日，该组织当局查封，经抗议后于28日启封。9月3日，各马路商界总联合会退出。18日，上海总工会被奉系查封，刘华被杀、李立三被通缉，工商学联合会于9月21日解散。1926年12月6日，恰逢上海自治運動發起，上海工商学联合会恢复並更名為上海特別市市民公会。

## 相关
- 上海总工会旧址
- 上海总工会第四办事处旧址
- “五卅”运动初期的上海总工会遗址
- 上海总工会秘密办公机关旧址
- “五卅”烈士墓遗址